# 邓家塘站
邓家塘站位于湖南省郴州市苏仙区良田镇，是京广铁路的一座火车站，现已撤销拆除。

## 概况
邓家塘站是粤汉铁路株韶段通车时第一批投用的车站，随铁路的通车而投入运营。彼时，车站为准四等站，中心里程K364+400。后随京广铁路贯通、线路改造，至1986年，车站中心里程变更为K1937+109，彼时有站线3.089公里、道岔8副，站房设于线路右侧。1988年11月，衡广复线槐树下站—白石渡站段投用后，该段铁路改线废弃，车站随之弃用。
车站撤销后，车站站房并未拆除，候车室、带有站名石刻的车站功能建筑保留至今，但并未被认定为文物。

## 图集
- 候车室门
- 车站建筑
- 建筑上的站名

## 注脚
1. ↑  因异体字原因，也作“邓家圹”[參 1]